# Jemari
Jemari è una suddivisione dell'India, classificata come census town, di 3.865 abitanti, situata nel distretto di Bardhaman, nello stato federato del Bengala Occidentale. In base al numero di abitanti la città rientra nella classe VI (meno di 5.000 persone).

## Geografia fisica
La città è situata a 23° 47' 42 N e 86° 52' 53 E.

## Società

### Evoluzione demografica
Al censimento del 2001 la popolazione di Jemari assommava a 3.865 persone, delle quali 2.172 maschi e 1.693 femmine. I bambini di età inferiore o uguale ai sei anni assommavano a 578, dei quali 311 maschi e 267 femmine. Infine, coloro che erano in grado di saper almeno leggere e scrivere erano 2.065, dei quali 1.372 maschi e 693 femmine.